# Curling-Pazifik-Asienmeisterschaft 2017
Die Curling-Pazifik-Asienmeisterschaften 2017 fanden vom 2. bis 9. November in Erina, New South Wales, Australien, statt.
Bei den Männern und bei den Frauen gewann jeweils das Team aus Südkorea. Die drei bestplatzierten Teams haben sich für die Weltmeisterschaft 2018 qualifiziert. Dies sind sowohl bei den Frauen wie bei den Männern neben Südkorea die Mannschaften aus China und Japan. Es war das erste Mal, dass sich drei Mannschaften qualifizieren konnten; bisher waren es nur zwei.

## Männer

### Teams
An der Meisterschaft der Männer nahmen neun Mannschaften teil.
| Australien | Volksrepublik China | Chinesisch Taipeh                                                                                    |
| --- | --- | --- |
| Fourth: Dean Hewitt Third: Ian Palangio Second: Christopher Ordog Skip: Hugh Millikin Alternate: Jay Merchant | Skip: Zou Dejia Third: Zou Qiang Second: Xu Jingtao Lead: Shao Zhilin Alternate: Ma Yanlong                             | Skip: Randolph Shen Third: Nicolas Hsu Second: Brendon Liu Lead: Ting-Li Lin                         |
| Hongkong | Japan | Kasachstan                                                                                           |
| Skip: Jason Chang Third: Derek Leung Second: Teddie Leung Lead: Martin Yan Alternate: John Li                 | Skip: Yūsuke Morozumi Third: Tetsurō Shimizu Second: Tsuyoshi Yamaguchi Lead: Kōsuke Morozumi Alternate: Kohsuke Hirata | Skip: Viktor Kim Third: Abylaikhan Zhuzbay Second: Joan Akhmad Lead: Dinislam Aimishev               |
| Katar | Neuseeland | Südkorea                                                                                             |
| Skip: Nabeel Alyafei Third: Ahmed Al-Fahad Second: Abdulrahman Alyafei Lead: Ali Salem                        | Skip: Sean Becker Third: Warren Dobson Second: Brett Sargon Lead: Anton Hood Alternate: Hamish Walker                   | Skip: Kim Chang-min Third: Seong Se-hyeon Second: Oh Eun-su Lead: Lee Ki-bok Alternate: Kim Min-chan |

### Round Robin
In der Round Robin der Männer spielte jede Mannschaft einmal gegen jede andere Mannschaft.
| Datum | Zeit  | Begegnung                        | Resultat |
| ----- | ----- | -------------------------------- | -------- |
| 2.11. | 18:30 | Neuseeland – Volksrepublik China | 3:8      |
|       |       | Chinesisch Taipeh – Japan        | 2:12     |
|       |       | Hongkong – Australien            | 6:11     |
|       |       | Südkorea – Kasachstan            | 9:2      |
| 3.11. | 9:00  | Kasachstan – Japan               | 3:8      |
|       |       | Australien – Katar               | 18:2     |
|       |       | Neuseeland – Südkorea            | 5:8      |
|       |       | Hongkong – Chinesisch Taipeh     | 5:15     |
|       | 19:00 | Südkorea – Chinesisch Taipeh     | 9:6      |
|       |       | Volksrepublik China – Kasachstan | 10:5     |
|       |       | Japan – Katar                    | 19:1     |
|       |       | Australien – Neuseeland          | 9:3      |
| 4.11. | 14:00 | Katar – Neuseeland               | 3:15     |
|       |       | Hongkong – Südkorea              | 6:8      |
|       |       | Chinesisch Taipeh – Kasachstan   | 12:5     |
|       |       | Volksrepublik China – Japan      | 5:8      |
| 5.11. | 09:00 | Japan – Hongkong                 | 10:1     |
|       |       | Neuseeland – Chinesisch Taipeh   | 10:2     |
|       |       | Australien – Volksrepublik China | 8:6      |
|       |       | Kasachstan – Katar               | 5:8      |

| Datum | Zeit  | Begegnung                               | Resultat |
| ----- | ----- | --------------------------------------- | -------- |
| 5.11. | 19:00 | Chinesisch Taipeh – Australien          | 5:10     |
|       |       | Katar – Volksrepublik China             | 2:12     |
|       |       | Südkorea – Japan                        | 5:11     |
|       |       | Neuseeland – Hongkong                   | 8:5      |
| 6.11. | 14:00 | Volksrepublik China – Südkorea          | 6:5      |
|       |       | Kasachstan – Hongkong                   | 9:8      |
|       |       | Katar – Chinesisch Taipeh               | 2:8      |
|       |       | Japan – Australien                      | 9:2      |
| 7.11. | 09:00 | Hongkong – Katar                        | 10:4     |
|       |       | Südkorea – Australien                   | 5:6      |
|       |       | Kasachstan – Neuseeland                 | 1:7      |
|       |       | Chinesisch Taipeh – Volksrepublik China | 4:9      |
|       | 19:00 | Australien – Kasachstan                 | 10:2     |
|       |       | Japan – Neuseeland                      | 9:1      |
|       |       | Volksrepublik China – Hongkong          | 9:3      |
|       |       | Katar – Südkorea                        | 4:12     |

| Schlüssel | Schlüssel     |
| --------- | ------------- |
|           | Playoff-Platz |

| Land                | Skip            | Siege | Niederl. |
| ------------------- | --------------- | ----- | -------- |
| Japan               | Yūsuke Morozumi | 8     | 0        |
| Australien          | Hugh Millikin   | 7     | 1        |
| Volksrepublik China | Zou Dejia       | 6     | 2        |
| Südkorea            | Kim Chang-min   | 5     | 3        |
| Neuseeland          | Sean Becker     | 4     | 4        |
| Chinesisch Taipeh   | Randie Shen     | 3     | 5        |
| Hongkong            | Jason Chang     | 1     | 7        |
| Katar               | Nabeel Alyafei  | 1     | 7        |
| Kasachstan          | Viktor Kim      | 1     | 7        |

### Playoffs
|  | Halbfinale | Halbfinale          | Halbfinale |  |  | Finale | Finale              | Finale |
|  |            |                     |            |  |  |        |                     |        |
|  |            |                     |            |  |  |        |                     |        |
|  | 1          | Japan               | 7          |  |  |        |                     |        |
|  | 4          | Südkorea            | 8          |  |  |        |                     |        |
|  |            |                     |            |  |  |        | Südkorea            | 9      |
|  |            |                     |            |  |  |        | Volksrepublik China | 8      |
|  | 2          | Australien          | 6          |  |  |        |                     |        |
|  | 3          | Volksrepublik China | 7          |  |  |        |                     |        |
|  |            |                     |            |  |  |        |                     |        |

|  | Spiel um Platz 3 |            |    |
|  |                  |            |    |
|  |                  |            |    |
|  |                  | Japan      | 11 |
|  |                  | Australien | 4  |

#### Halbfinale
8. November 19:00 Uhr
| Team     |    | 1 | 2 | 3 | 4 | 5 | 6 | 7 | 8 | 9 | 10 | Gesamt |
| -------- | -- | - | - | - | - | - | - | - | - | - | -- | ------ |
| Japan    | 🔨 | 3 | 0 | 0 | 2 | 0 | 0 | 0 | 2 | 0 | 0  | 7      |
| Südkorea |    | 0 | 1 | 1 | 0 | 2 | 1 | 2 | 0 | 0 | 1  | 8      |

| Team                |    | 1 | 2 | 3 | 4 | 5 | 6 | 7 | 8 | 9 | 10 | 11 | Gesamt |
| ------------------- | -- | - | - | - | - | - | - | - | - | - | -- | -- | ------ |
| Australien          | 🔨 | 0 | 0 | 1 | 0 | 1 | 0 | 2 | 2 | 0 | 0  | 0  | 6      |
| Volksrepublik China |    | 0 | 0 | 0 | 3 | 0 | 2 | 0 | 0 | 0 | 1  | 1  | 7      |

#### Spiel um Platz 3
9. November 14:00 Uhr
| Team       |    | 1 | 2 | 3 | 4 | 5 | 6 | 7 | 8 | 9 | 10 | Gesamt |
| ---------- | -- | - | - | - | - | - | - | - | - | - | -- | ------ |
| Australien |    | 0 | 0 | 3 | 0 | 0 | 0 | 0 | 1 | X | X  | 4      |
| Japan      | 🔨 | 0 | 2 | 0 | 1 | 2 | 2 | 4 | 0 | X | X  | 11     |

#### Finale
9. November 14.00 Uhr
| Team                |    | 1 | 2 | 3 | 4 | 5 | 6 | 7 | 8 | 9 | 10 | Gesamt |
| ------------------- | -- | - | - | - | - | - | - | - | - | - | -- | ------ |
| Volksrepublik China | 🔨 | 0 | 1 | 0 | 3 | 1 | 0 | 1 | 0 | 2 | 0  | 8      |
| Südkorea            |    | 0 | 0 | 0 | 0 | 0 | 4 | 0 | 3 | 0 | 2  | 9      |

### Endstand
| Platz | Land                |
| ----- | ------------------- |
| 1     | Südkorea            |
| 2     | Volksrepublik China |
| 3     | Japan               |
| 4     | Australien          |
| 5     | Neuseeland          |
| 6     | Chinesisch Taipeh   |
| 7     | Hongkong            |
| 8     | Katar               |
| 9     | Kasachstan          |

Südkorea, die Volksrepublik China und Japan sind für die Weltmeisterschaft 2018 in Las Vegas qualifiziert.

## Frauen

### Teams
An der Meisterschaft der Frauen nahmen sechs Mannschaften teil.
| Australien | Volksrepublik China                                                                                                 | Hongkong                                                                                                |
| --- | --- | --- |
| Skip: Helen Williams Third: Kim Forge Second: Ashleigh Street Lead: Michelle Fredericks Armstrong Alternate: Anne Powell | Skip: Jiang Yilun Third: Jiang Xindi Second: Yao Mingyue Lead: Yan Hui Alternate: Xu Meng                           | Skip: Ling-Yue Hung Third: Julie Morrison Second: Ada Shang Lead: Ashura Wong Alternate: Grace Bugg     |
| Japan | Neuseeland | Südkorea                                                                                                |
| Skip: Satsuki Fujisawa Third: Chinami Yoshida Second: Mari Motohashi Lead: Yurika Yoshida Alternate: Yūmi Suzuki         | Skip: Bridget Becker Third: Jessica Smith Second: Thivya Jeyaranjan Lead: Holly Thompson Alternate: Emma Sutherland | Skip: Kim Eun-jung Third: Kim Kyeong-ae Second: Kim Seon-yeong Lead: Kim Yeong-mi Alternate: Kim Cho-hi |

### Round Robin
In der Round Robin der Frauen spielte jede Mannschaft zweimal gegen jede andere Mannschaft.
| Datum | Zeit  | Begegnung                        | Resultat |
| ----- | ----- | -------------------------------- | -------- |
| 3.11. | 9:00  | Japan – Volksrepublik China      | 5:8      |
|       | 14:00 | Australien – Hongkong            | 3:11     |
|       |       | Südkorea – Neuseeland            | 10:1     |
|       |       | Japan – Volksrepublik China      | 3:5      |
|       | 19:00 | Australien – Volksrepublik China | 3:9      |
| 4.11. | 9:00  | Australien – Südkorea            | 2:9      |
|       |       | Neuseeland – Japan               | 2:11     |
|       |       | Hongkong – Volksrepublik China   | 6:9      |
|       | 19:00 | Japan – Hongkong                 | 11:3     |
|       |       | Volksrepublik China – Südkorea   | 3:9      |
|       |       | Neuseeland – Australien          | 7:6      |
| 5.11. | 09:00 | Hongkong – Neuseeland            | 7:8      |
|       | 14:00 | Neuseeland – Volksrepublik China | 3:9      |
|       |       | Australien – Japan               | 2:8      |
|       |       | Südkorea – Hongkong              | 11:1     |
|       | 19:00 | Südkorea – Australien            | 10:2     |

| Datum | Zeit  | Begegnung                        | Resultat |
| ----- | ----- | -------------------------------- | -------- |
| 6.11. | 09:00 | Hongkong – Australien            | 10:4     |
|       |       | Neuseeland – Südkorea            | 4:9      |
|       |       | Volksrepublik China – Japan      | 9:4      |
|       | 19:00 | Südkorea – Japan                 | 9:4      |
|       |       | Hongkong – Neuseeland            | 10:7     |
|       |       | Volksrepublik China – Australien | 11:4     |
| 7.11. | 09:00 | Volksrepublik China – Hongkong   | 10:1     |
|       | 14:00 | Südkorea – Volksrepublik China   | 11:6     |
|       |       | Japan – Hongkong                 | 15:1     |
|       |       | Australien – Neuseeland          | 5:10     |
|       | 19:00 | Neuseeland – Japan               | 4:10     |
| 8.11. | 8:30  | Volksrepublik China – Neuseeland | 9:3      |
|       |       | Japan – Australien               | 8:2      |
|       |       | Hongkong – Südkorea              | 4:7      |

| Schlüssel | Schlüssel     |
| --------- | ------------- |
|           | Playoff Platz |

| Land                | Skip             | Siege | Niederl. |
| ------------------- | ---------------- | ----- | -------- |
| Südkorea            | Kim Eun-jung     | 10    | 0        |
| Volksrepublik China | Jiang Yilun      | 8     | 2        |
| Japan               | Satsuki Fujisawa | 6     | 4        |
| Hongkong*           | Ling-Yue Hung    | 3     | 7        |
| Neuseeland*         | Bridget Becker   | 3     | 7        |
| Australien          | Helen Williams   | 0     | 10       |

* Beide Teams haben sich gegenseitig in der Round Robin geschlagen, weshalb durch eine Draw Shot Challenge ermittelt wurde, wer als vierte Mannschaft in die Playoffs einzieht. Die Challenge wurde von Hongkong gewonnen.

### Playoffs
|  | Halbfinale | Halbfinale          | Halbfinale |  |  | Finale | Finale   | Finale |
|  |            |                     |            |  |  |        |          |        |
|  |            |                     |            |  |  |        |          |        |
|  | 1          | Südkorea            | 14         |  |  |        |          |        |
|  | 4          | Hongkong            | 2          |  |  |        |          |        |
|  |            |                     |            |  |  |        | Südkorea | 11     |
|  |            |                     |            |  |  |        | Japan    | 6      |
|  | 2          | Volksrepublik China | 5          |  |  |        |          |        |
|  | 3          | Japan               | 6          |  |  |        |          |        |
|  |            |                     |            |  |  |        |          |        |

|  | Spiel um Platz 3 |                     |   |
|  |                  |                     |   |
|  |                  |                     |   |
|  |                  | Hongkong            | 3 |
|  |                  | Volksrepublik China | 8 |

#### Halbfinale
8. November 14:00 Uhr
| Team     |    | 1 | 2 | 3 | 4 | 5 | 6 | 7 | 8 | 9 | 10 | Gesamt |
| -------- | -- | - | - | - | - | - | - | - | - | - | -- | ------ |
| Hongkong |    | 0 | 0 | 0 | 0 | 0 | 1 | 0 | 1 | X | X  | 2      |
| Südkorea | 🔨 | 4 | 2 | 6 | 0 | 1 | 0 | 1 | 0 | X | X  | 14     |

| Team                |    | 1 | 2 | 3 | 4 | 5 | 6 | 7 | 8 | 9 | 10 | Gesamt |
| ------------------- | -- | - | - | - | - | - | - | - | - | - | -- | ------ |
| Japan               | 🔨 | 0 | 0 | 1 | 0 | 1 | 2 | 0 | 0 | 1 | 1  | 6      |
| Volksrepublik China |    | 1 | 2 | 0 | 1 | 0 | 0 | 1 | 0 | 0 | 0  | 5      |

#### Spiel um Platz 3
9. November 09:00 Uhr
| Team                |    | 1 | 2 | 3 | 4 | 5 | 6 | 7 | 8 | 9 | 10 | Gesamt |
| ------------------- | -- | - | - | - | - | - | - | - | - | - | -- | ------ |
| Hongkong            |    | 0 | 0 | 0 | 1 | 0 | 1 | 0 | 1 | X | X  | 3      |
| Volksrepublik China | 🔨 | 2 | 1 | 0 | 0 | 4 | 0 | 1 | 0 | X | X  | 8      |

#### Finale
9. November 09.00 Uhr
| Team     |    | 1 | 2 | 3 | 4 | 5 | 6 | 7 | 8 | 9 | 10 | Gesamt |
| -------- | -- | - | - | - | - | - | - | - | - | - | -- | ------ |
| Japan    | 🔨 | 0 | 1 | 0 | 2 | 0 | 2 | 0 | 1 | 0 | X  | 6      |
| Südkorea |    | 2 | 0 | 1 | 0 | 3 | 0 | 2 | 0 | 3 | X  | 11     |

### Endstand
| Platz | Land                |
| ----- | ------------------- |
| 1     | Südkorea            |
| 2     | Japan               |
| 3     | Volksrepublik China |
| 4     | Hongkong            |
| 5     | Neuseeland          |
| 6     | Australien          |

Südkorea, Japan und die Volksrepublik China sind für die Weltmeisterschaft 2018 in North Bay, Kanada, qualifiziert.